# Толеду (Парана)
Толеду (порт. Toledo) — муниципалитет в Бразилии, входит в штат Парана. Составная часть мезорегиона Запад штата Парана. Входит в экономико-статистический микрорегион Толеду. Население составляет 119 335 человек на 2010 год. Занимает площадь 1197,016 км². Плотность населения — 89,4 чел./км².

## История
Город основан 14 декабря 1951 года.

## Статистика
- Валовой внутренний продукт на 2004 год составляет 1 550 072 836,00 реалов (данные: Бразильский институт географии и статистики).
- Валовой внутренний продукт на душу населения на 2004 год составляет 14 857,00 реалов (данные: Бразильский институт географии и статистики).
- Индекс развития человеческого потенциала на 2000 год составляет 0,827 (данные: Программа развития ООН).

## География
Климат местности: субтропический. В соответствии с классификацией Кёппена, климат относится к категории Cfa.

## Галерея

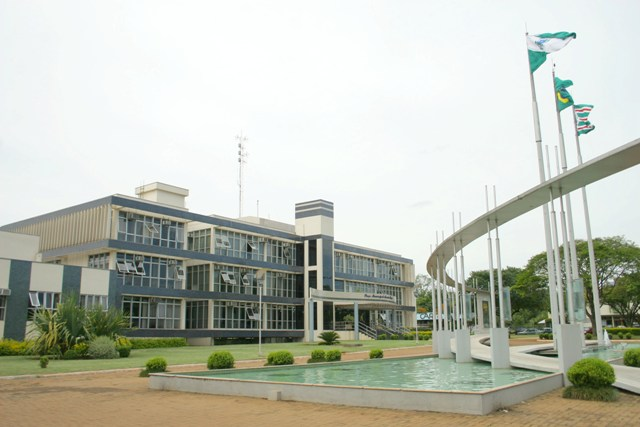
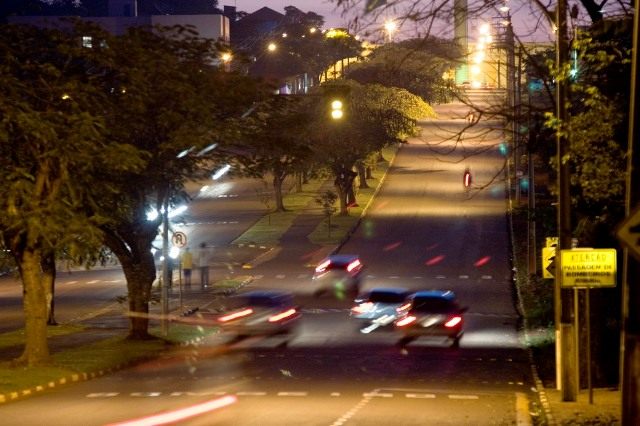
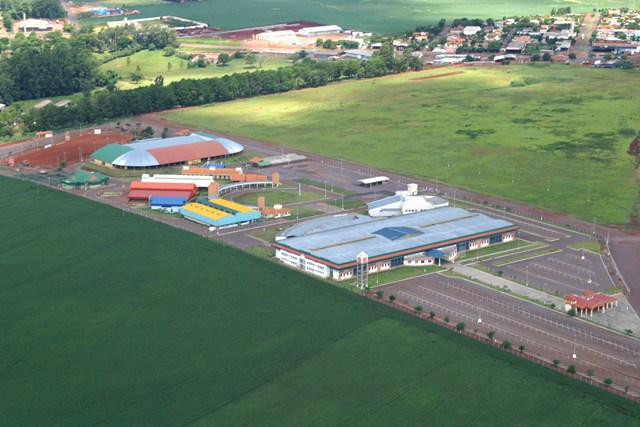